# Geoffrey Wilkinson
Sir Geoffrey Wilkinson (14.7.1921 – 26.9.1996) là nhà hóa học người Anh đã đoạt Giải Nobel Hóa học về công trình tiên phong trong Hóa vô cơ và việc xúc tác kim loại chuyển tiếp đồng nhất.

## Tiểu sử
Wilkinson sinh tại Springside, Todmorden, thuộc Yorkshire. Cha ông, Geoffrey, thợ cả chuyên sơn và trang trí nhà; mẹ ông làm việc trong một nhà máy kéo sợi dệt ở địa phương. Một trong các người chú của ông là người chơi đàn organ kiêm ca trưởng, đã kết hôn với một phụ nữ trong một gia đình sở hữu một công ty hóa chất nhỏ chuyên sản xuất sunfat magiê và muối sunfat natri cho ngành công nghiệp dược; chính nơi đây đã khiến ông quan tâm tới hóa học.
Ông theo học ở trường tiểu học địa phương, và sau khi đoạt được một học bổng của Hạt năm 1932, ông vào học ở Trường trung học Todmorden. Thầy giáo dạy ông môn Vật lý ở đây, Luke Sutcliffe, cũng đã dạy Sir John Cockcroft, người đã đoạt giải Nobel cho việc "chẻ nguyên tử".

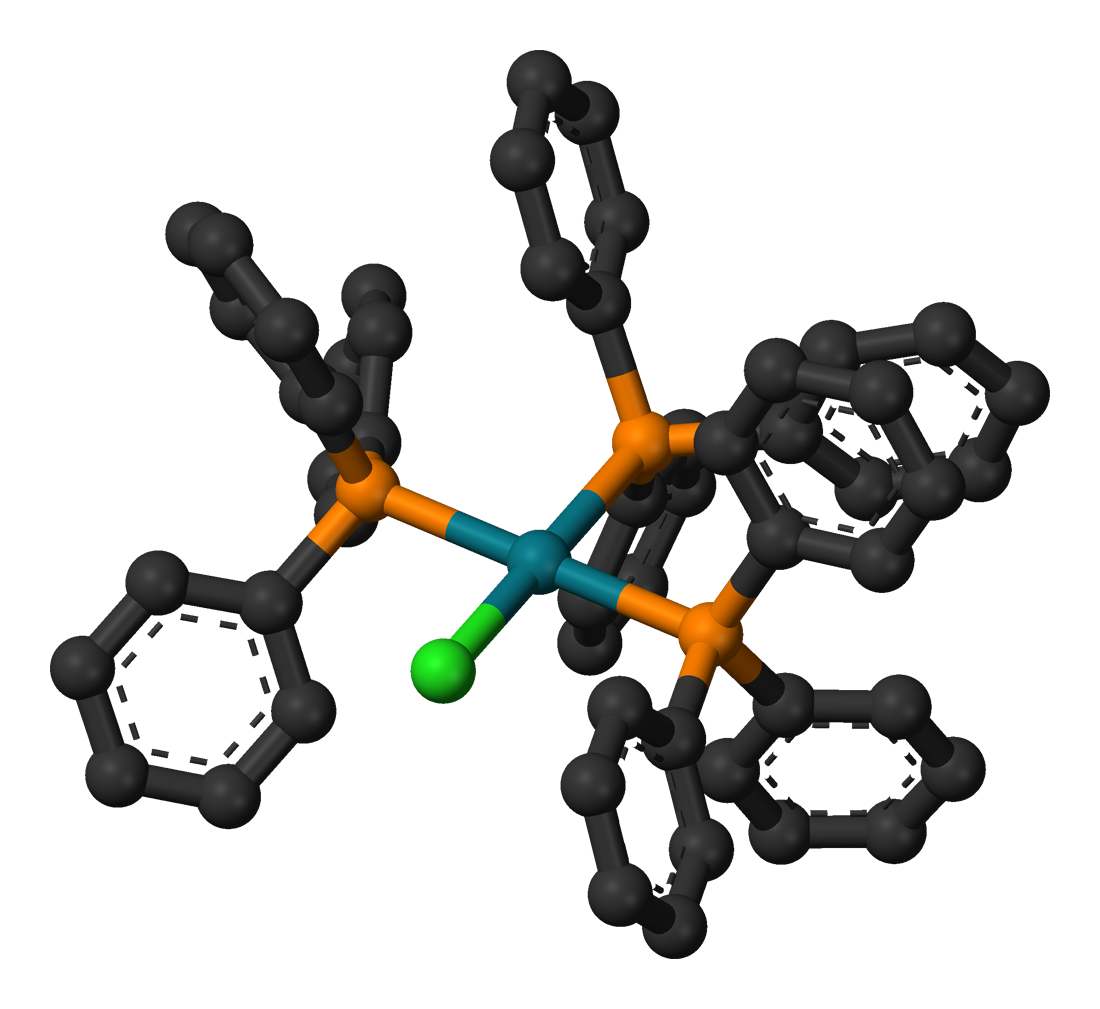
Chất xúc tác của Wilkinson RhCl(PPh_{3})_{3}

Năm 1939 ông được một học bổng Hoàng gia để theo học ở Imperial College London, nơi ông tốt nghiệp vào năm 1941. Năm 1942 giáo sư Friedrich Paneth tuyển mộ các nhà hóa học trẻ vào làm việc cho dự án năng lượng hạt nhân. Wilkinson gia nhập nhóm này và được gửi sang Canada làm việc ở Montreal và sau đó ở các phòng thí nghiệm Chalk River tới năm 1946. Sau đó ông làm việc trong 4 năm với giáo sư Glenn T. Seaborg ở Đại học California tại Berkeley, phần lớn về phân loại hạt nhân. Sau đó ông trở thành phụ tá nghiên cứu ở Học viện Công nghệ Massachusetts và bắt đầu quan tâm nghiên cứu trở lại về phức kim chuyển tiếp của các ligand như cacbon mônôxít và các anken từ thời còn là sinh viên.
Rồi ông làm việc ở Đại học Harvard từ tháng 9 năm 1951 tới khi ông trở lại Anh vào tháng 12 năm 1955, với quãng thời gian nghỉ phép 9 tháng ở Copenhagen. Tại Đại học Harvard, ông vẫn còn làm một số nghiên cứu hạt nhân về các chức kích thích cho proton trong cobalt, nhưng đã bắt đầu nghiên cứu về các phức kim olefin.
Tháng 6 năm 1955 ông được bổ nhiệm chức giáo sư Hóa vô cơ ở Imperial College London, và từ đó hầu như đã hoàn toàn nghiên cứu về phức kim của kim loại chuyển tiếp. Imperial College London đã đặt tên một phòng cư ngụ mới theo tên ông, phòng này được khai trương trong tháng 10 năm 2009.
Ông đã kết hôn và có hai con gái.

## Công trình

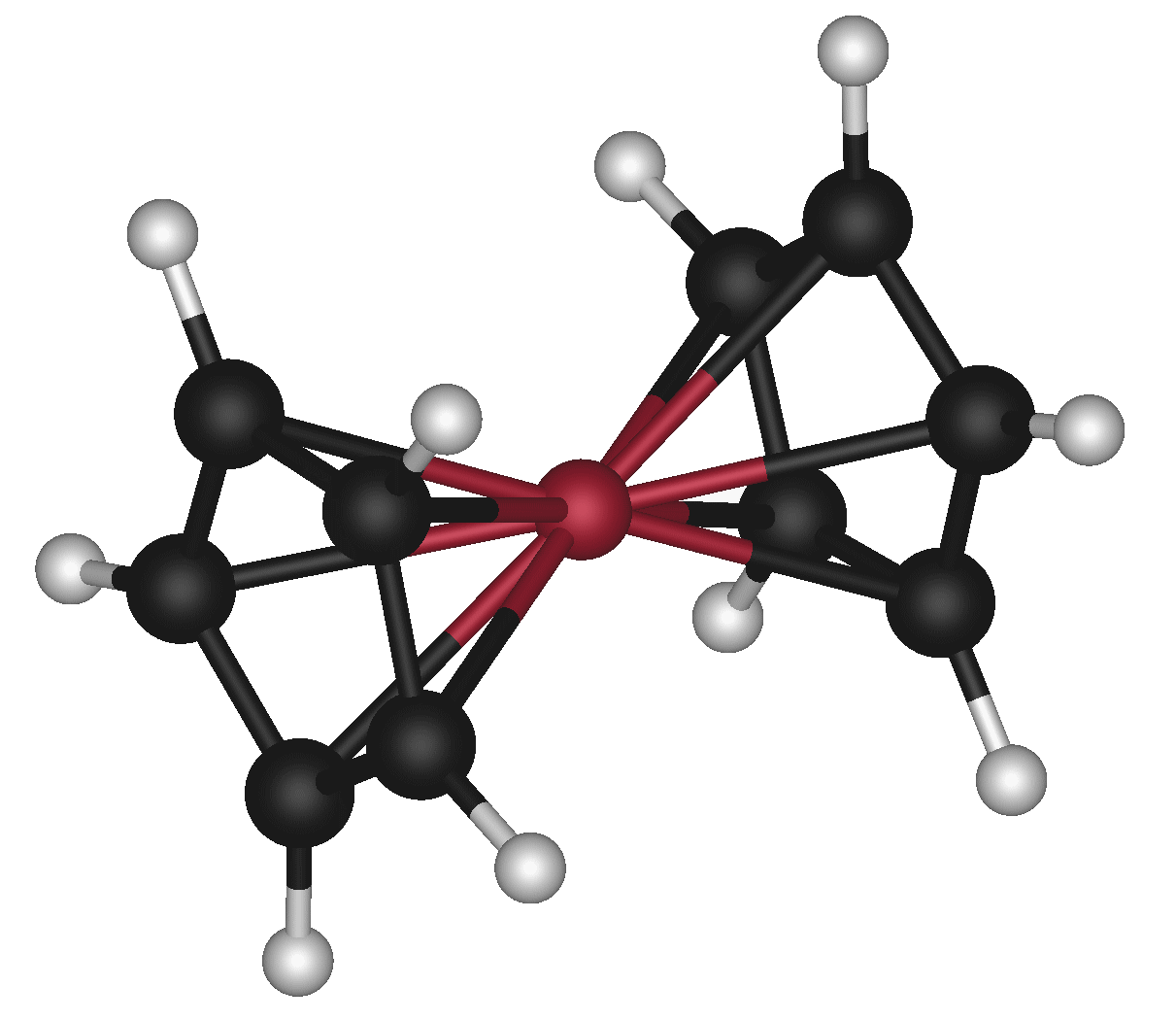
Cấu trúc của ferrocene Fe(C_{5}H_{5})_{2}

Ông nổi tiếng về phát minh chất xúc tác của Wilkinson RhCl(PPh3)3, và việc phát hiện ra cấu trúc của ferrocene. Chất xúc tác của Wilkinson được sử dụng trong công nghiệp hiđrô hóa anken sang ankan.
Ông đã đoạt nhiều giải thưởng, trong đó có Giải Nobel Hóa học năm 1973 cho công trình nghiên cứu về các Hợp chất cơ kim (organometallic compound) (chung với Ernst Otto Fischer). Ông cũng nổi tiếng về tác phẩm - viết chung với cựu sinh viên tiến sĩ của ông F. Albert Cotton - "Advanced Inorganic Chemistry" (Hóa học vô cơ nâng cao), thường được gọi đơn giản là "Cotton and Wilkinson", một trong các sách giáo khoa tiêu chuẩn về Hóa vô cơ